# هورمون محرک تیروئید
هورمون محرک تیروئید (TSH) هورمونی است که از بخش قدامی هیپوفیز آزاد می‌شود. وظیفه این هورمون تنظیم میزان هورمون‌های تیروئیدی است.

## اثرات
این هورمون موجب افزایش ترشح هورمونهای تیروئیدی می‌شود و به دنبال کاهش سطح خونی هورمونهای تیروئید میزان ترشح آن افزایش می‌یابد. اندازه‌گیری سطح خونی این هورمون در بررسی کم‌کاری یا پرکاری تیروئید بسیار مفید است و تست انتخابی در غربالگری هیپوتیروئیدی نوزادان است.
به‌طور تخصصی تر نام دیگر این هورمون تیروتروپین است و میزان ترشح تیروکسین و تری یدوتیرونین از غده تیروئید را کنترل کرده و این هورمونها هم سرعت انجام واکنشهای شیمیایی داخل سلولی را در کل بدن کنترل می‌نمایند.
غده هیپوفیز با افزایش یا کاهش میزان ترشح هورمون TSH به تنظیم هورمونهای تیروئیدی کمک می‌کند و همین امر باعث شده تا به عنوان سنجشی در زمینه بیماری‌های تیروئید مورد استفاده قرار بگیرد، افزایش ترشح این هورمون از هیپوفیز به معنی کمبود هورمون تیروئیدی بوده و هیپوفیز با افزایش ترشح تلاش می‌کند تا میزان هورمون تیروئید را افزایش دهد و نیز کاهش آن به معنی ازدیاد هورمون‌های تیروئیدی در خون است که باید مورد بررسی پرکاری تیروئید قرار گیرد.

## تنظیم غده تیروئید
هورمون TSH در کنترل عملکرد تیروئید نقش محوری داشته و مفیدترین نشانگر فیزیولوژیک فعالیت هورمون تیروئید است. عامل اصلی تعیین نقطه تنظیم در محور تیروئید هورمون TSH است. ترشح این هورمون به وسیله هورمون هیپوتالاموسی TRH تنظیم می‌شود. TRH عمده‌ترین محرک سنتز و ترشح TSH است. تقریباً ۱ دقیقه پس از تجویز TRH میزان ترشح TSH به حداکثر خود می‌رسد. کاهش سطح هورمون‌های تیروئید سبب افزایش تولید پایه TSH و تشدید اثر تحریکی TRH بر TSH می‌شود. افزایش سطح هورمون‌های تیروئید نیز به سرعت و به صورت مستقیم TSH را مهار کرده و همچنین اثر تحریکی TRH بر TSH را مهار می‌کنند. این نشان می‌دهد که هورمون‌های تیروئید عامل اصلی تنظیم‌کننده تولید TSH هستند. نظیر سایر هورمون‌های هیپوفیزی، TSH به صورت ضربانی ترشح می‌شود و میزان ترشح آن در ساعات مختلف شبانه‌روز متفاوت است. حداکثر میزان ترشح این هورمون در هنگام شب رخ می‌دهد و چون نوسان هورمون TSH خفیف است یک‌بار اندازه‌گیری آن برای ارزیابی میزان هورمون در گردش خون کافی است.